# Hammam Bou Hadjar (distrito)

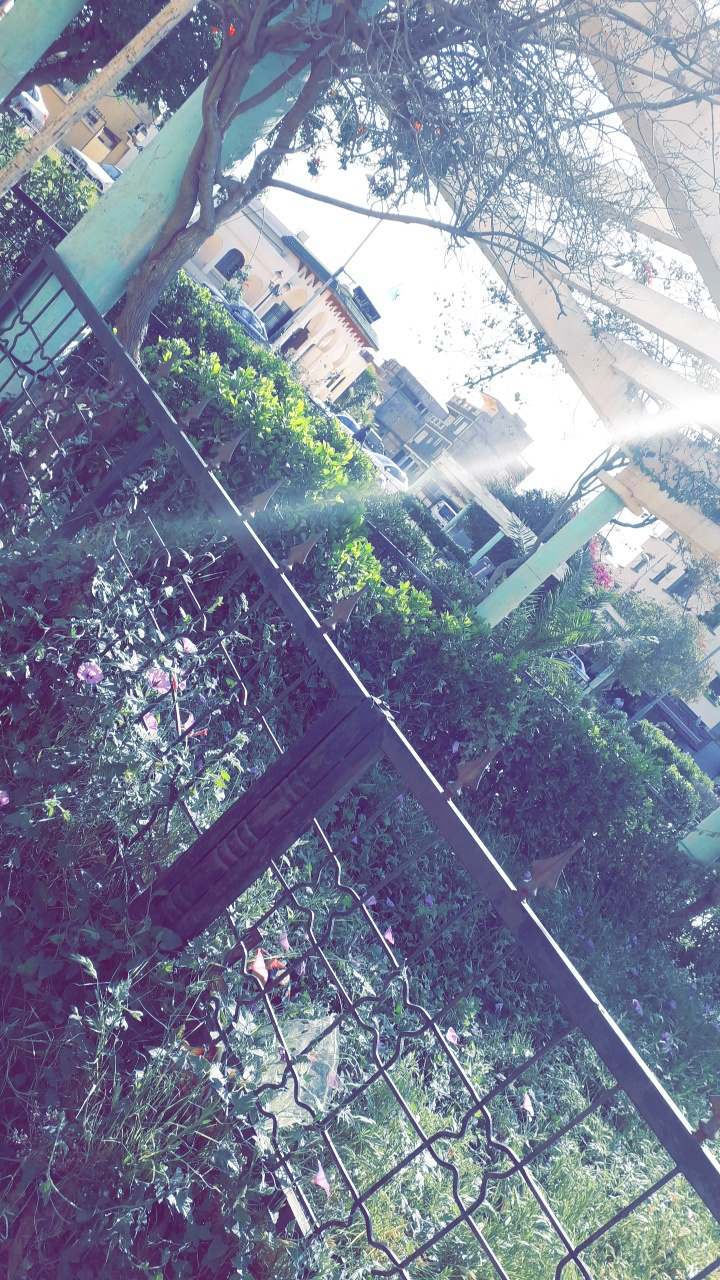
Uma foto de telefone tirada no centro do distrito de Hammam Bouhajar, na província de Ain Temouchent, oeste da Argélia

Hammam Bou Hadjar é um distrito localizado na província de Aïn Témouchent, no noroeste da Argélia. Em 2010, sua população era de 46 625 habitantes. Foi nomeado após sua capital, Hammam Bou Hadjar

## Municípios
O distrito está dividido em quatro municípios:
- Hammam Bou Hadjar
- Chentouf
- Oued Berkèche
- Hassasna